# Joaquín Gil Marraco
Joaquín Gil Marraco fue un abogado y fotógrafo zaragozano, 5º presidente de la Real Sociedad Fotográfica de Zaragoza (RSFZ), de la cual fue socio fundador y además desde 1929 hasta 1967 fue secretario de la misma. La sala de exposiciones de la RSFZ lleva su nombre

## Biografía
Nacido en 1901, Joaquín Gil Marraco pronto empezó en el mundo de la fotografía muy joven, cuando su padre le regaló una cámara de placas de 6 x 4,5 cm. en 1912. En 1935 se compró una leica.
En el mundo de fotografía trabajaba siempre sobre temas aragoneses haciendo paisajes, fotos arquitectónicas, trabajo en blanco y negro aunque se pasó luego a los contrastes. Componía sus fotos de un estilo muy clásico, y algunas fotos las firmaba como Joaquín de Gabriel. 